# Agostino Casale
Agostino Casale (Montréal, 30 gennaio 1968) è un ex hockeista su ghiaccio canadese naturalizzato italiano.

## Carriera
In Europa ha giocato nei campionati italiano (HC Gardena e HC Asiago in serie A, All Stars Piemonte in serie A2), tedesco (ESV Kaufbeuren in DEL, Deggendorfer EC, ERC Ingolstadt e Bietigheim Steelers in seconda serie) ed inglese (Sheffield Steelers in EIHL).
In Canada ha giocato in NCAA con la squadra del suo college, il Merrimack College, prima di trasferirsi in Europa. È tornato poi per alcune stagioni disputate in un campionato minore, la LNAH (Mission de Sorel-Tracy e Saint-Hyacinthe Cristal).